# Telephanus haitianus
Telephanus haitianus es una especie de coleóptero de la familia Silvanidae.

## Distribución geográfica
Habita en Haití.